# بن مورلی
بن مورلی (انگلیسی: Ben Morley؛ زادهٔ ۲۰ دسامبر ۱۹۸۰) بازیکن فوتبال اهل بریتانیا است.
از باشگاه‌هایی که در آن بازی کرده‌است می‌توان به باشگاه فوتبال نورث فریبی یونایتد، باشگاه فوتبال هال سیتی، باشگاه فوتبال گینزبورو ترینیتی، و باشگاه فوتبال بوستون یونایتد اشاره کرد.